# Off-Broadway

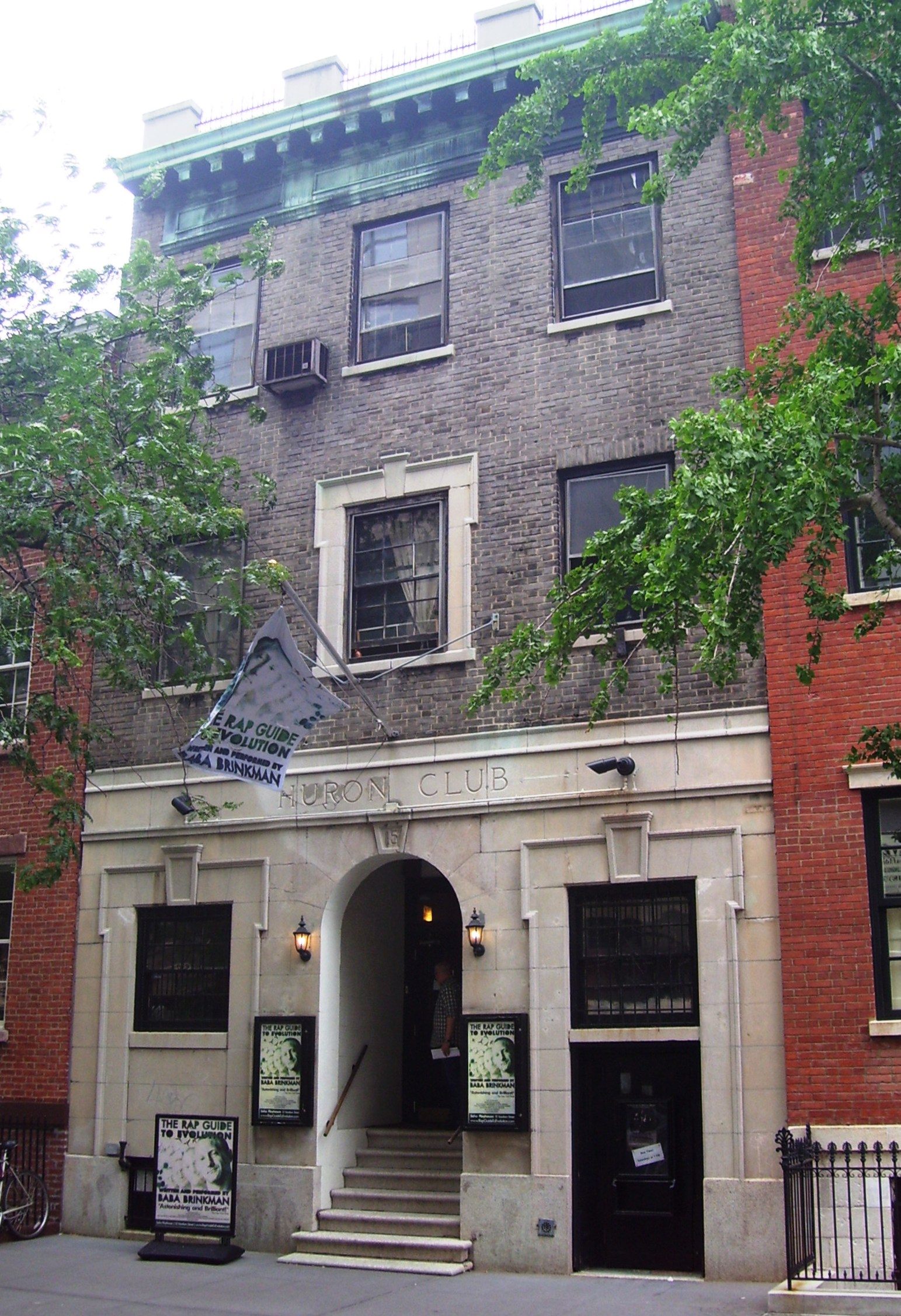
The SoHo Playhouse, junio de 2011.

El teatro off-Broadway ("fuera de Broadway" en español) es un término utilizado para denominar las obras, musicales o revistas representadas en la ciudad de Nueva York (Estados Unidos) pero fuera del circuito de Broadway, que es el de máximo prestigio y que está dominado por teatros con grandes presupuestos. Los locales del off-Broadway por el contrario suelen ser teatros con un aforo entre 100 y 500 personas y que realizan producciones de bajo coste, no comparables con las producciones realizadas en el circuito principal.